# بيت الشحب (أرحب)

تعديل مصدري - تعديل

بيت الشحب هي إحدى قرى عزلة بني سليمان بمديرية أرحب التابعة لمحافظة صنعاء، بلغ تعداد سكانها 163 نسمة حسب تعداد اليمن لعام 2004